# Werlte
Werlte est une municipalité allemande du land de Basse-Saxe et l'arrondissement du Pays de l'Ems.